# Dmytro Wyschnewezkyj

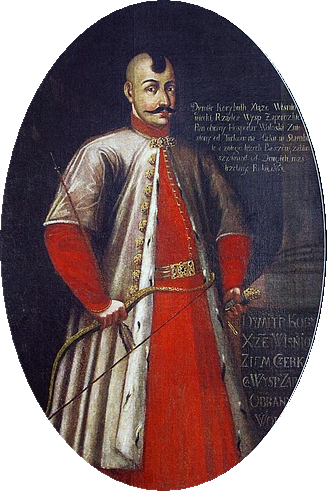
Dmytro Wyschneweckyj

Dmytro Iwanowytsch Wyschnewezkyj, genannt „Bajda“ (ukrainisch Дмитро Іванович Вишневе́цький  «Байда», polnisch Dymitr „Bajda“ Wiśniowiecki; * zwischen 1516 und 1536 in Wyschniwez; † 1563 in Konstantinopel), war ein ruthenischer Magnat und Feldherr, Starost von Tscherkassy und Kaniw und ab 1550 erster Ataman der registrierten Saporoger Kosaken  sowie Begründer des Sitsch von Saporischschja.

## Biografie
Der als ältester Sohn von Iwan Wyschnewezkyj (Іван Михайлович Вишневецький) dem polnischen Hochadelsgeschlecht ruthenischer Herkunft Wiśniowiecki entstammende Dmytro Wyschnewezkyj kam zwischen 1516 und 1536 wahrscheinlich in Wyschniwez in der ukrainischen Oblast Ternopil zur Welt.
Um 1553 errichtete er auf der Dneprinsel Mala Chortyzja die erste Sitsch der Saporoger Kosaken, der Prototyp einer Saporoger Sitsch, als Vorposten mit mehreren hundert Kosaken im Kampf gegen die Tataren.
Vom Sommer 1553 bis zum Frühjahr 1554 reiste er mit großem Gefolge in die Türkei.
1556 zog er für Zar Iwan den Schrecklichen gegen die Krimtataren bei Otschakiw. 1557 und 1558 griff der Khan Devlet Giray die Festung an. Anfang 1559 führte Wyschnewezkyj einen erfolgreichen Feldzug auf der Krim und befreite mehrere tausend Sklaven. Im Juni 1559 führte Wyschnewezkyj die Kosaken gegen die osmanische Festung Asow, konnte sie jedoch nicht einnehmen.
Im Jahre 1563 griff er in den Kampf um den moldauischen Thron ein und führte eine Armee von 4000 Kosaken nach Moldawien. Er wurde von den Türken besiegt und als Gefangener nach Konstantinopel gebracht, wo er auf Befehl von Sultan Süleyman I. unter Folterungen hingerichtet wurde.

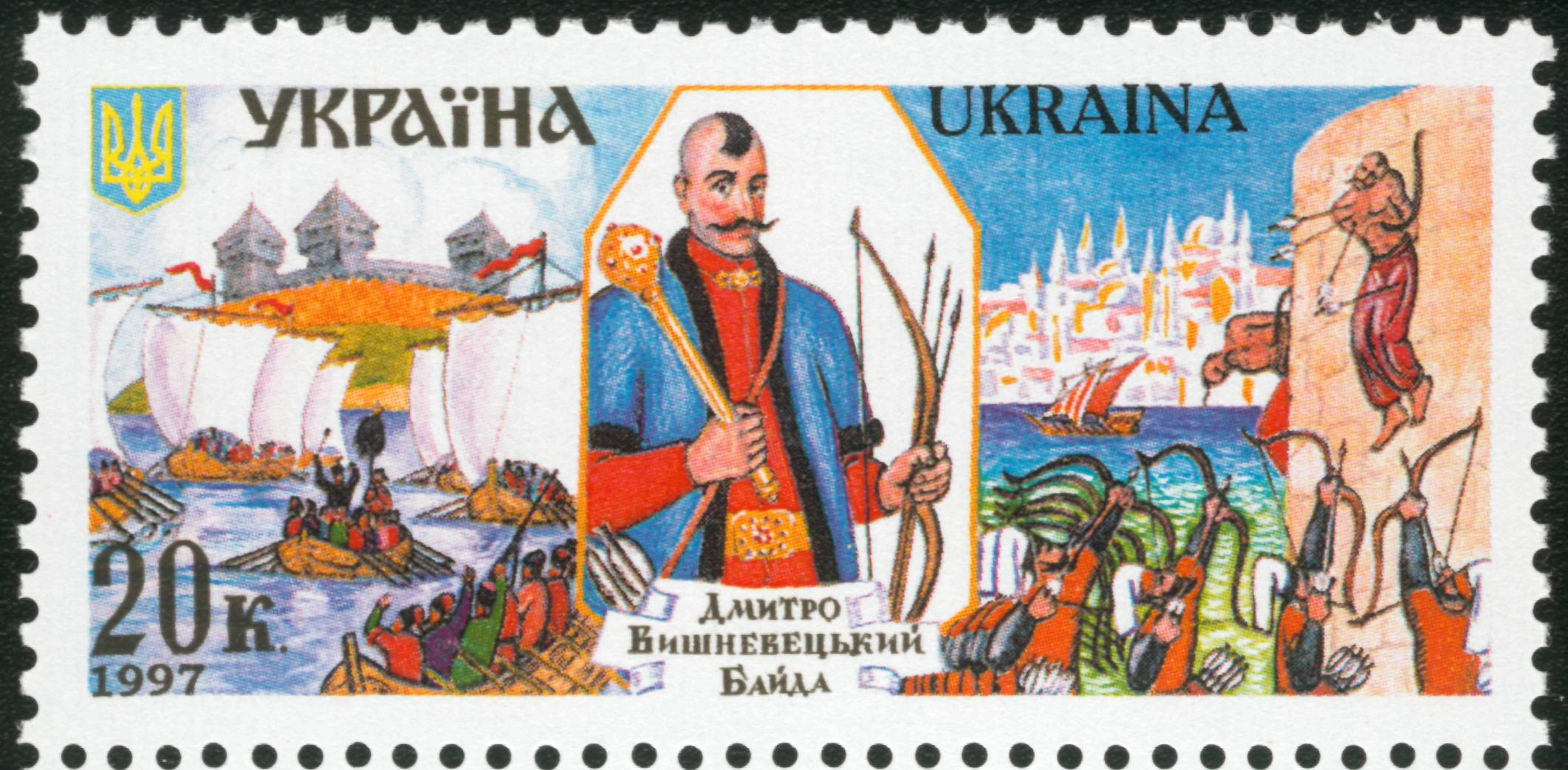
Ukrainische Briefmarke von 1997. Darstellung links: Angriff auf Asow; rechts: Wyschnewezkyj's Hinrichtung

## Gedenken
Sein Beiname „Bajda“ wurde durch Mychajlo Hruschewskyjs Werk „Bajda Wyschneweckyj. Poesie und Geschichte“ (Байда-Вишневецький в поезії й історії) von 1908 wieder populär. Er wird in vielen ukrainischen Volksliedern besungen und ist Namensgeber zahlreicher Straßen ukrainischer Städte. Auf der Insel Chortyzja wurde ihm 1999 eine Gedenkstätte errichtet. Die ukrainische Post gab 1997 eine Briefmarke und die ukrainische Staatsbank 1999 eine Gedenkmünze mit seinem Konterfei heraus.